# Jutta Weinhold

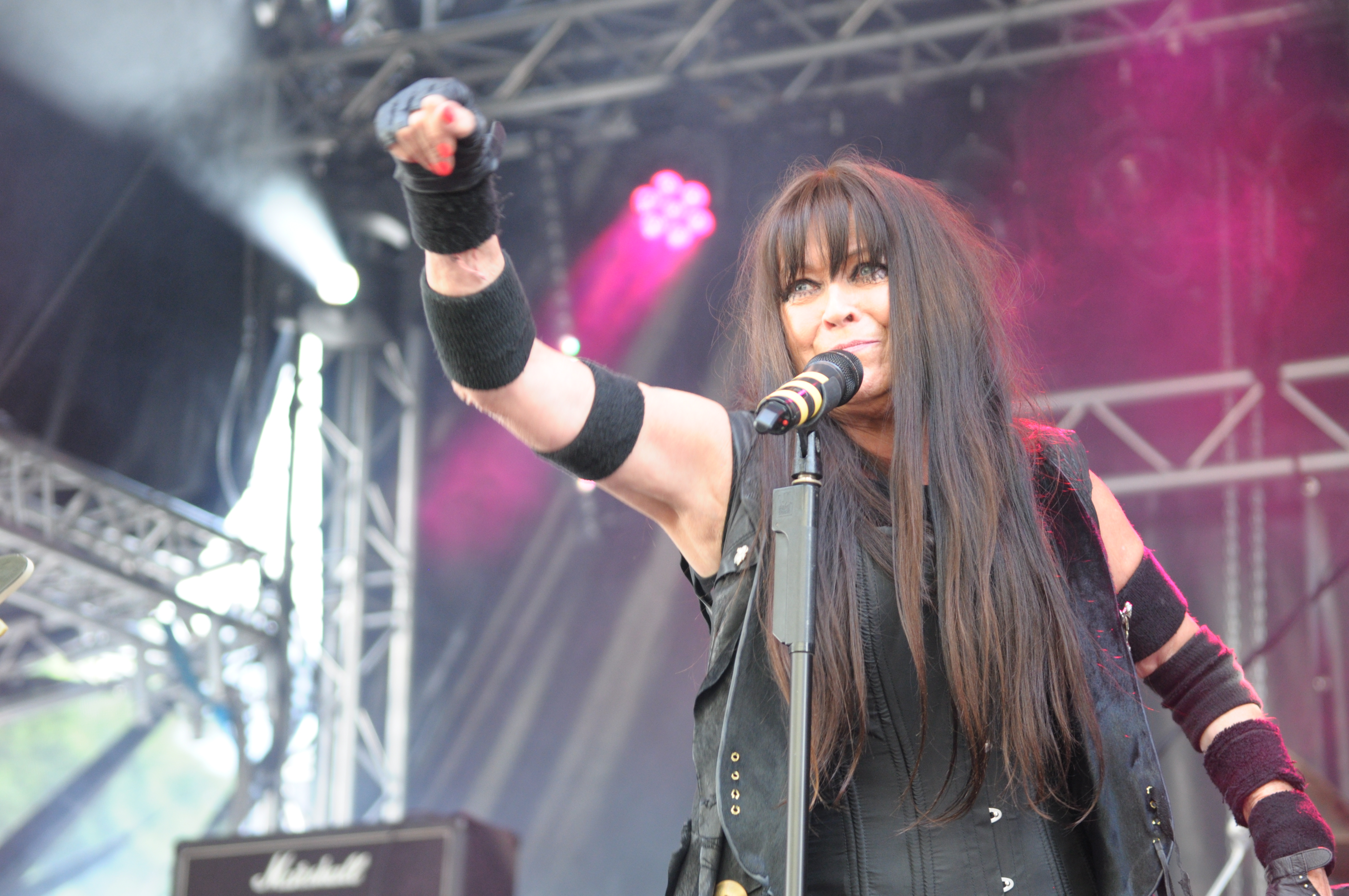
Jutta Weinhold 2015 beim Bäääm-Festival

Jutta Weinhold (* 19. Oktober 1947 in Mainz) ist eine deutsche Rocksängerin.

## Karriere

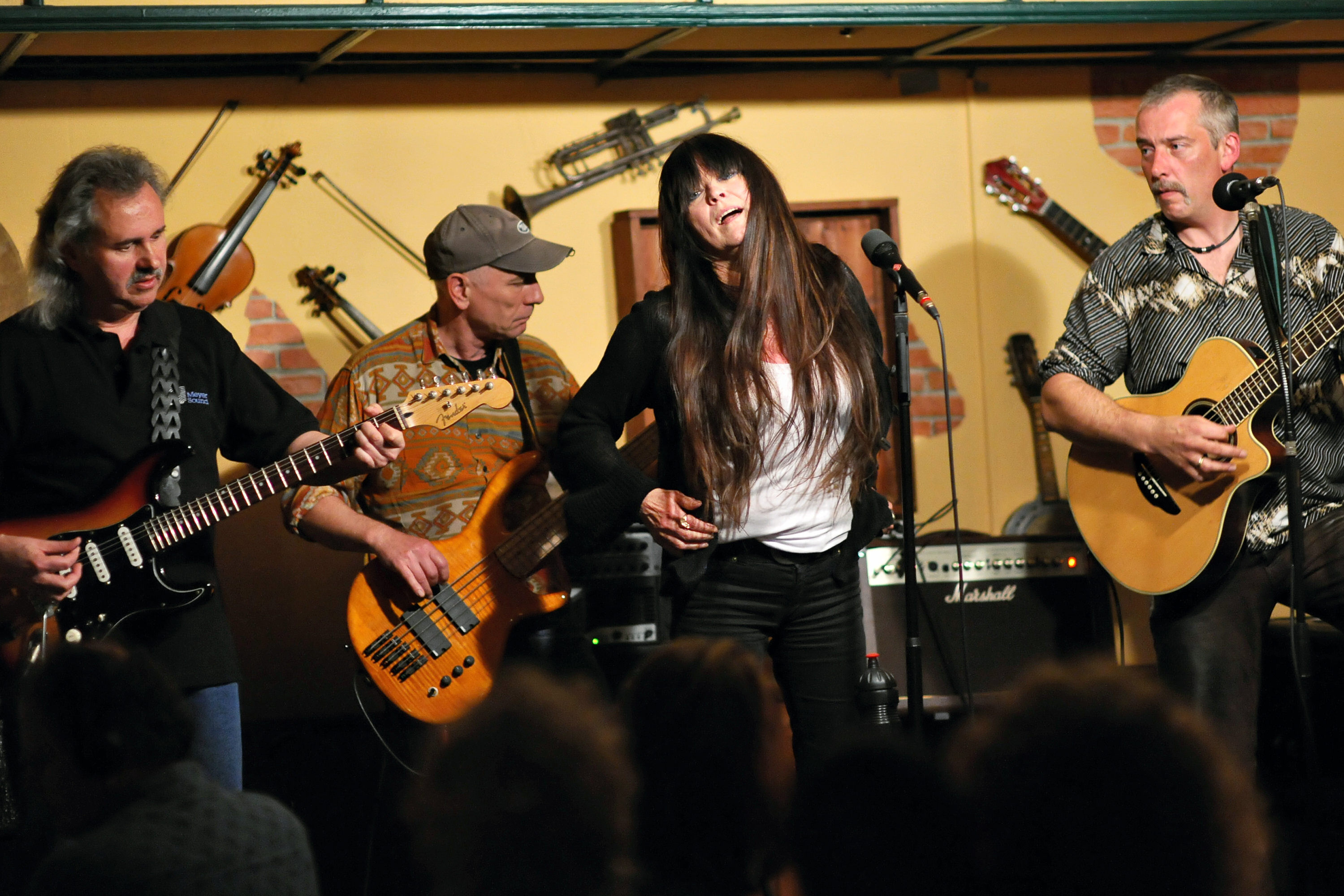
Jutta Weinhold's Akustik Randale, 13. Juni 2009

Nachdem Weinhold in den späten 1960er Jahren bereits in Amateurbands gesungen hatte, wurde sie 1969 für die Rolle der „Sheila“ im Musical Hair und 1972 für die Musicals Godspell und Jesus Christ Superstar engagiert. Es folgten 1974 Auftritte bei Amon Düül II und in der Fernsehsendung disco mit dem Lied Cadillac ("...fahr doch weg"). Ab 1975 spielte Jutta Weinhold Blues-Sessions mit der Kaftan-Blues-Band. Im Dunstkreis der Hamburger Rockszene veröffentlichte sie unter ihrem Namen 1976 die LP „Coming“, der 1978 das Album „Jutta Weinhold“ folgte. Von 1976 bis 1978 war sie Gastmusikerin bei Udo Lindenberg, aus dieser Zusammenarbeit ging 1979 Udo Lindenbergs erstes Live-Album Livehaftig hervor, bei dem sie sämtliche weibliche Gesangsparts einsang. Im selben Jahr steuerte die Jutta Weinhold-Band für den Sampler Mach 'nen Bogen um die Drogen, eine Produktion des Berliner Senats, den Opener Teddy bei. Nachdem sie 1982 mit der Formation Breslau das deutschsprachige Album „Volksmusik“ veröffentlicht hatte, geriet sie aufgrund der zumindest missverständlichen Namensgebung und der provokanten Texte in den unbegründeten Verdacht der Sympathie für rechtes Gedankengut.
1985 gründete sie die Band Zed Yago, mit deren Konzeptalben sie das Genre des Dramatic Metal mitbegründete. Die Zed Yago Story basiert auf den Erlebnissen der fiktiven Tochter des fliegenden Holländers. Wegen eines Rechtsstreites um den Bandnamen wurde dieses Konzept später unter den Namen Velvet Viper und Weinhold fortgeführt, ohne an den Erfolg von Zed Yago aus den späten 1980er Jahren anknüpfen zu können.
Neben diesen Projekten, die Heavy Metal mit Elementen der Klassik verbinden, ist Jutta Weinhold eine gefragte Session- und Studiomusikerin. Ihre ausdrucksstarke und kräftige Stimme eignet sich neben Rock auch für Blues und Gospel.
Im Oktober 2011 veröffentlichte Jutta Weinhold ihr erstes Buch „Die Tochter des Fliegenden Holländers: Auf der Suche nach der verlorenen PhantaSIE“, das sich erneut um die Tochter des Fliegenden Holländers dreht.
Seit 2012 tritt Jutta Weinhold mit der Jutta Weinhold Band (JWB) auf. Bandmitglieder sind der frühere Bandkollege Claus Reinholdt († 2018), auch bekannt als Bubi „The Schmied“ Blacksmith, von Zed Yago (Schlagzeug) und Carsten „Sharky“ Meyer (Bass). Komplettiert wird das Quartett von Kai Reuter „Das Reuterbrett“ an der Gitarre, der auch bei Jutta Weinholds Akustik Randale Gitarre spielt.

## Diskografie

### Jutta Weinhold
- Cadillac (fahr weg)/Ticket nach Memphis (Single, 1974)
- Coming (1976)
- Jutta Weinhold (1978)
- In Session (1999, Jutta Weinhold Band feat. Klaus Henatsch)

### Jutta.Weinhold-Band
- Mach 'nen Bogen um die Drogen (LP, 1980)

### Breslau
- Volksmusik (1982)

### Zed Yago
- From over Yonder (1988)
- Pilgrimage (1989)
- From the Twilight Zone – The Best of Zed Yago (2002)

### Velvet Viper
- Velvet Viper (1990)
- The 4th Quest for Fantasy (1992)
- Respice Finem (2018)
- The Pale Man Is Holding a Broken Heart (2019)
- Cosmic Healer (2021)
- Nothing Compares to Metal (2023)

### Weinhold
- To Be or Not … (1993)
- From Heaven Through the World to Hell (2004)
- Below the line (2006)
- Read Between the lines (2010)

### Kompilationen
- Icebreaker – Best (2007; 1975–2007, 17 Titel, darunter 4 bisher unveröffentlichte, Label: Zounds, alle Titel digital remastered, CD-Text – nähere Infos siehe Weblink unten)

### Jutta Weinhold's Akustik Randale
- CD „Rock on“ 2009 Zounds (Label)

## Bibliografie
- Jutta Weinhold: Die Tochter des Fliegenden Holländers: Auf der Suche nach der verlorenen PhantaSIE, Verlag epubli, 1. Auflage 2011, ISBN 978-3-8442-1060-6